# Georg Wolfgang Franz Panzer (Botaniker)
Georg Wolfgang Franz Panzer (* 31. Mai 1755 in Etzelwang; † 28. Juni 1829 in Hersbruck) war ein deutscher Arzt, Botaniker und Entomologe. Sein offizielles botanisches Autorenkürzel lautet „Panz.“

## Leben
Georg Wolfgang Franz Panzer ist der Sohn des deutschen Bibliografen Georg Wolfgang Panzer. Er praktizierte als Arzt in Hersbruck und Nürnberg. Darüber hinaus war er Botaniker und verfügte über ein artenreiches Herbarium.
1786 wurde Panzer in die Akademie gemeinnütziger Wissenschaften zu Erfurt und 1789 in die Leopoldina aufgenommen. Er war korrespondierendes Mitglied der Bayerischen Akademie der Wissenschaften. Seit 1806 war er ordentliches Mitglied der Kaiserlichen Moskauer Gesellschaft der Naturforscher.
1792 erschien Panzers entomologisches Werk Faunae Insectorum Germanicae initia, für die er 100 handkolorierte Kupfertafeln verwendete, die zwischen 1791 und 1792 vom Kupferstecher Jacob Sturm angefertigt wurden. In den folgenden 20 Jahren erschienen 109 Teile der Faunae Insectorum mit 2640 Tafeln von Jacob Sturm.

## Dedikationsnamen
Nach Panzer benannt sind die Pflanzengattungen Panzeria J.F.Gmel. aus der Familie der Nachtschattengewächse (Solanaceae) und Panzerina Soják aus der Familie der Lippenblütler (Lamiaceae).

## Schriften (Auswahl)
als Autor
- Observationum Botanicarum specimen. Schneider, Nürnberg 1781. Archive
- Beytrag zur Geschichte des ostindischen Brodbaums. Mit einer systematischen Beschreibung desselben aus den ältern sowohl als neuern Nachrichten und Beschreibungen zusammengetragen. Raspe, Nürnberg 1783.
- De dolore. Hessel, Altdorf 1777 (zugl. Dissertation, Universität Altdorf).
- Versuch einer natürlichen Geschichte der Laub- und Lebermoosse nach Schmidelschen-Schreberschen und Hedwigschen Beobachtungen. Raspe, Nürnberg 1787.
- Faunae Insectorum Americes Borealis prodomus. Felsecker, Nürnberg 1794.
- Deutschlands Insectenfaune oder entomologisches Taschenbuch für das Jahr 1795. Felsecker, Nürnberg 1795.[2]
- Systematische Nomenclatur über weiland Jacob Schäffers natürlich ausgemahlte Abbildungen regensburgischer Insekten = J. Schaefferi iconum insectorum circa Ratisbonam indigenorum enumeratio systematica opera et studio. Palm, Erlangen 1804. Archive
- Kritische Revision der Insektenfaune Deutschlands, Felsecker, Nürnberg 1805 (2 Bde.)
- Ideen zu einer künftigen Revision der Gattungen der Gräser. München 1813 (Sonderdruck aus Akten der Königlich bayerischen Akademie der Wissenschaften; Bd. 4).

als Herausgeber
- Faunae Insectorum Germanicae Initia, oder Deutschlands Insecten, Bd. 1–110. Neuaufl. Manz, Regensburg 1829ff (mit 2640 Kupfertafeln von Jacob Sturm)
  - Index entomologicus sistens omnes insectorum species in „Fauna  Insectorum Germanica Descriptas“. Felsecker, Nürnberg 1813.
  - Gottlieb August Herrich-Schäffer: Faunae Insectorum Germanicae Initia oder Deutschlands Insecten, Bd. 111–191. Manz, Regensburg 1829/44.
  - Edward Saunders: Index to Panzer's „Fauna Insectorum Germaniae“. Gurney & Jackson, London 1888.
- Beyträge zur Geschichte der Insecten = Symbolae Entomologicae. Palm, Erlangen 1802.